# انرژی تجدیدپذیر در ویتنام
ویتنام از چهار منبع اصلی انرژی تجدیدپذیر: برق آبی، انرژی بادی، انرژی خورشیدی و زیست‌توده بهره می‌برد. در پایان سال ۲۰۱۸، انرژی آبی بزرگ‌ترین منبع انرژی تجدیدپذیر بود که حدود ۴۰ درصد به کل ظرفیت برق کشوری کمک کرد. در سال ۲۰۲۰، انرژی بادی و خورشیدی در مجموع ۱۰ درصد از تولید برق کشور را به خود اختصاص دادند که در حال حاضر به هدف در نظر گرفته شده دولت برای سال ۲۰۳۰ دست یافته است که موید جابجایی آتی در رشد ظرفیت زغال‌سنگ است. در پایان سال ۲۰۲۰، مجموع ظرفیت نامی انرژی خورشیدی و بادی به بیش از ۱۷ گیگاوات رسیده بود. بیش از ۲۵ درصد از مجموع ظرفیت انرژی را منابع انرژی تجدیدپذیر متغیر (بادی، خورشیدی) تشکیل می‌دهد. تولید برق تجاری از زیست توده در حال حاضر کند پیش می‌رود و فقط به ارزش‌گذاری باگاس محدود می‌شود، اما در بخش‌های محصولات جنگلی، زباله‌های کشاورزی و شهری رو به رشد است. دولت در حال مطالعه روی یک استاندارد پرتفوی تجدیدپذیر است که می‌تواند این منبع انرژی را ارتقا دهد.
در حالی که سرمایه‌گذاری روی انرژی بادی و خورشیدی در ویتنام جذاب است، ظرفیت موجود به دلیل کمبود ظرفیت انتقال انرژی الکتریکی و عدم جایگزینی برای سیاست خرید تضمینی برق که اعتبارش به پایان رسیده، کمتر مورد استفاده قرار می‌گیرد.
پیش از اتمام تاریخ اعتبار سیاست خرید تضمینی برق اولیه انرژی خورشیدی (FIT) به مبلغ ۹۳٫۵ دلار آمریکا برای هر مگاوات ساعت، ظرفیت نامی فتوولتائیک خورشیدی (PV) ویتنام از ۸۶ مگاوات در سال ۲۰۱۸ به حدود ۴٫۵ گیگاوات در پایان ماه ژوئن ۲۰۱۹ افزایش یافت. این مقدار تا پایان سال ۲۰۲۰ به حدود ۱۶٫۵ گیگاوات رسید این امر نمایانگر نرخ نصب سالانه سرانه حدود ۹۰ وات در سال است که ویتنام را در بین کشورهای پیشرو جهانی قرار می‌دهد. از سال ۲۰۱۹، ویتنام دارای بیشترین ظرفیت نامی در آسیای جنوب شرقی است. در سال ۲۰۲۰، ۱۰۲ نیروگاه خورشیدی با ظرفیت کل ۶٫۳ گیگاوات در کشور در حال فعالیت است. از سال ۲۰۲۱، ویتنام به یکی از موفق‌ترین کشورهای آسه‌آن در جذب سرمایه‌گذاری در انرژی تجدیدپذیر و ترویج انواع انرژی تجدیدپذیر در داخل کشور تبدیل شده است.
ویتنام با بیش از ۴۷۰ گیگاوات پتانسیل فنی در ۲۰۰ کیلومتر از ساحل، بزرگ‌ترین پتانسیل انرژی بادی دریایی بین کشورهای آسه‌آن را دارد. این مقدار معادل حدود ۶ برابر مجموع ظرفیت نامی کشور نسبت به هر منبع دیگر تا سال ۲۰۲۲ است. این امر فرصت‌هایی را برای تأمین تقاضای داخلی و همچنین صادرات به کشورهای دیگر همچون سنگاپور فراهم می‌کند.

## برق‌آبی

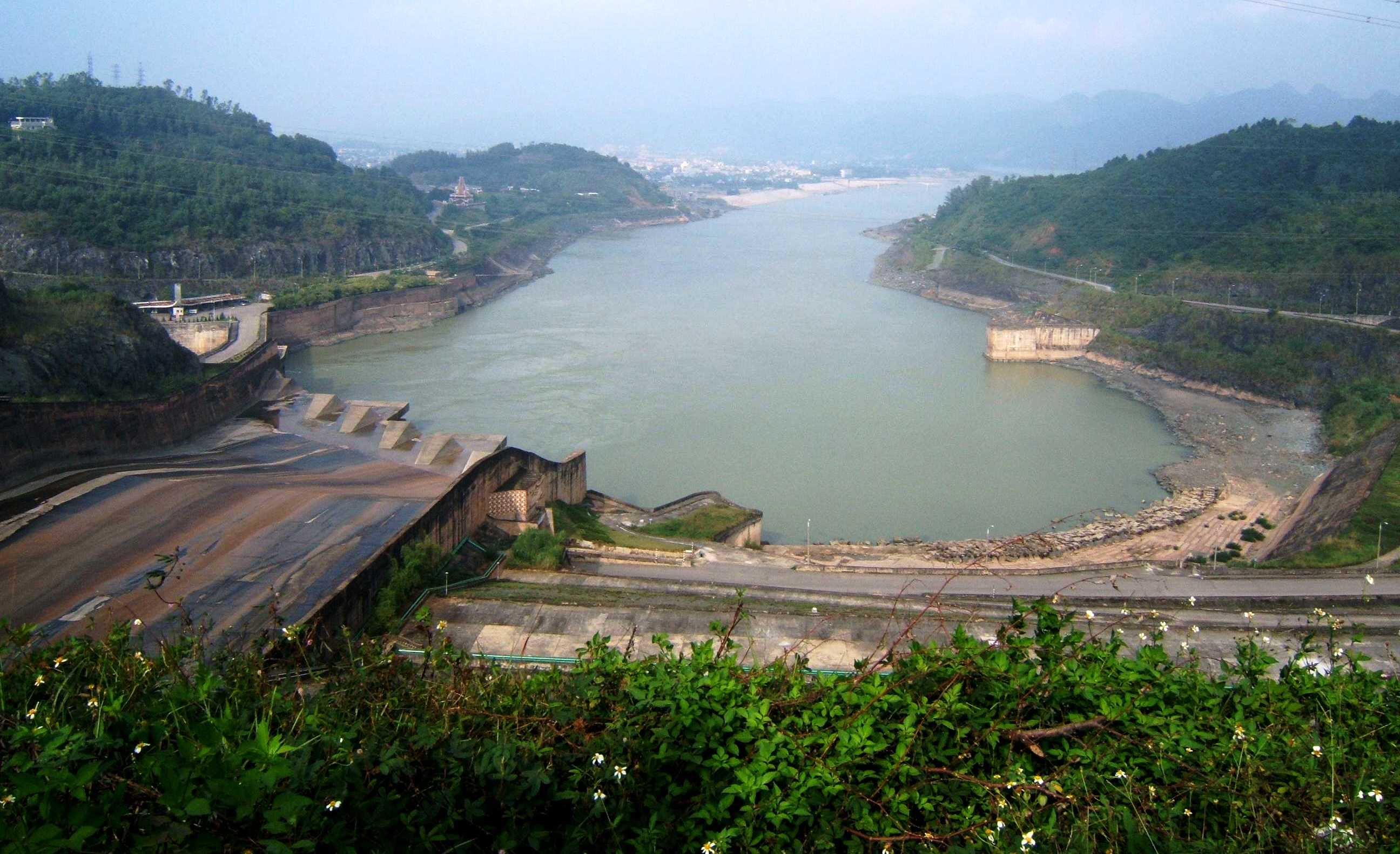
سد هُوا بین- ویتنام

از سال ۱۹۷۵، ویتنام چندین پروژه برق‌آبی را توسعه داده است که از آن جمله: برق‌آبی سون لا (۲۴۰۰ مگاوات)، برق‌آبی لای چو (۱۲۰۰ مگاوات)، برق توی هوی گوانگ (Thuy Huoi Quang) (۵۶۰ مگاوات) است.
در پایان سال ۲۰۱۸، ویتنام دارای ۸۱۸ پروژه برق‌آبی با مجموع ظرفیت‌نامی ۲۳٬۱۸۲ مگاوات و ۲۸۵ نیروگاه برق‌آبی کوچک با مجموع ظرفیتی در حدود ۳٬۳۲۲ مگاوات بود.
طبق طرح جامع توسعه ملی انرژی بازنگری شده برای دوره ۲۰۱۱–۲۰۲۰ با چشم‌انداز سال ۲۰۳۰ (که همچنین PDP 7A/ PDP 7 بازنگری شده نیز نامیده می‌شود):
- «ظرفیت کل منابع برق‌آبی، (از جمله برق‌آبی کوچک و متوسط، نیروگاه تلمبه ذخیره‌ای) حدود ۲۱٬۶۰۰ مگاوات در سال ۲۰۲۰، حدود ۲۴٬۶۰۰ مگاوات در سال ۲۰۲۵ (نیروگاه تلمبه ذخیره‌ای به ظرفیت ۱٬۲۰۰ مگاوات) و حدود ۲۷٬۸۰۰ مگاوات در سال ۲۰۳۰ (به ظرفیت ۲٬۴۰۰ مگاوات) است. تولید برق از منابع برق‌آبی برای سال ۲۰۲۰ حدود ۲۹٫۵ درصد، برای سال ۲۰۲۵ در حدود ۲۰٫۵ درصد و برای سال ۲۰۳۰ در حدود ۱۵٫۵ درصد تخمین زده می‌شود.»
- «در سال ۲۰۲۰، مجموع ظرفیت نیروگاه‌ها حدود ۶۰٬۰۰۰ مگاوات خواهد بود که سهم برق‌آبی بزرگ و متوسط و نیروگاه تلمبه ذخیره‌ای از آن در حدود ۳۰٫۱ درصد خواهد بود. در سال ۲۰۲۵، مجموع ظرفیت به حدود ۹۶٬۵۰۰ مگاوات خواهد رسید که ۴۹٫۳ درصد آن به انرژی آبی تعلق خواهد داشت. در سال ۲۰۳۰، از ۱۲۹٬۵۰۰ مگاوات، ۱۶٫۹ درصد متعلق به برق‌آبی خواهد بود.»

منابع انرژی آبی
ویتنام دارای ظرفیت انرژی آبی قابل بهره‌برداری حدود ۳۸–۲۵ گیگاوات است. ۶۰ درصد از این ظرفیت در شمال کشور، ۲۷ درصد در مرکز و ۱۳ درصد در جنوب متمرکز است.
تقریباً همه پروژه‌های انرژی آبی با ظرفیت بیش از ۱۰۰ مگاوات توسعه یافته‌اند.
ویتنام دارای ۱۰۰۰ مکان شناسایی شده برای نیروگاه‌های انرژی آبی کوچک است که در محدوده ۱۰۰ کیلووات تا ۳۰ مگاوات، با مجموع ظرفیتی بیش از ۷۰۰۰ مگاوات قرار دارند.
این مکان‌ها بیشتر در کوه‌های شمالی، جنوب ساحل مرکزی و سنترال هایلندز واقع شده‌اند.
اثرات زیست‌محیطی
در ماه اکتبر ۲۰۱۸، وزارت صنعت و تجارت و کمیته مردمی استانی ۴۷۴ پروژه انرژی آبی و ۲۱۳ سایت بالقوه را لغو کرد، با اذعان به اینکه تأثیر آنها بر محیط‌زیست و جامعه جهت برآورده کردن منافع پیش‌بینی شده در امور مهار سیل، آبیاری و تولید انرژی موفقیت‌آمیز نبود. بیشتر این پروژه‌های حذف شده در کوهستان‌ها و استانهای مرکزی (midland provinces) شمال، ارتفاعات مرکزی و استان‌های ساحلی مرکزی قرار داشتند و مجری آنها شرکت خصوصی بود.
تصمیم‌گیری جهت لغو حدود نیمی از پروژه‌های در دست اجرا به خاطر یکسری حوادث برقی‌آبی کوچک و متوسط، به ویژه در فصل بارندگی بود. این نشانه آن است که سازوکارها و سیاست‌های انگیزشی برای بخش برق‌آبی در جهت جذب توسعه‌دهندگان بسیار کارآمد بوده است. عواقب منفی توسعه انرژی برق‌آبی شامل موارد ذیل است:
- اختلال در معیشت و خسارت به جنگل. برای ایجاد ۲۵ پروژه بزرگ برق‌آبی در ارتفاعات مرکزی، بیش از ۶۸٬۰۰۰ هکتار زمین استفاده گردید که روی معیشت حدود ۲۶٬۰۰۰ خانوار تأثیر گذاشته است.[۱۹] به عنوان نمونه، نیروگاه برق‌آبی ۷٫۵ مگاواتی داک رو که فعالیت خود را از ماه آوریل ۲۰۰۸ در ارتفاعات مرکزی آغاز کرد، صدها هکتار جنگل را در امتداد جویبار داک رو از بین برد و منظره‌ای به طول بیش از ۵ کیلومتر را خراب کرد.
- شکست سد. پروژه برق‌آبی ۵٫۵ مگاواتی لا کری ۲ در استان گیا لای، بعد از دو بار گسیختگی سد در سال‌های ۲۰۱۳ و ۲۰۱۴، در روز ۸ اوت ۲۰۱۸ کنار گذاشته شد. برآورد خسارت وارده بعد از دو بار گسیختگی سد، در مجموع حدود ۷ میلیارد دانگ است. همچنین دومین گسیختگی سد باعث آسیب به ۲۶ کلبه و ۶۰ هکتار از محصولات زراعی ساکنان آنجا شد.[۲۰]
- تخلیه غیرارادی ورود آب پیش‌بینی نشده. در روز ۸ اوت ۲۰۱۸، تخلیه سیل ورودی به پروژه برق‌آبی دونگ نای ۵ اتفاق افتاد و اشکال در دریچه تخلیه نیروگاه برق‌آبی داک کا باعث زیر آب رفتن نزدیک به ۱۶۰۰ هکتار زمین کشاورزی شد، ۹۹ قایق ماهیگیری کَلَک متعلق به ۱۴ خانوار را که در رود دونگ نای ماهی پرورش می‌دادند، از بین برد.[۲۱] در روز ۲۳ مه ۲۰۱۹، در نیروگاه برق‌آبی نام نون به‌طور غیرمنتظره آب تخلیه شد و علامت هشداری که برای این امر در نظر گرفته شده بود فعال نشد که این اتفاق باعث مرگ یک نفر گردید.[۲۲]
- پریشندگی در دسترسی به آب در زمین‌های پایین‌دست و انتقال رسوب. به عنوان نمونه، در ماه نوامبر ۲۰۱۸ کمیته مردمی استان لائو کای با درخواست ثبت دو پروژه نیروگاه برق‌آبی کوچک و متوسط به نام‌های تای نیِن (با ظرفیت ۶۰ مگاوات) و بائوها (با ظرفیت ۴۰ مگاوات) روی رود سرخ موافقت کرد. استان‌های پایین‌دست که در امتداد رود سرخ قرار داشتند و شهر هانوی، پایتخت هم جزو آنها بود نسبت به عواقب اجرای پروژه‌های پیشنهادی ابراز نگرانی کردند.[۲۳]
- تغییرات در کنترل سیل. طبق اعلام گروه بازرسی استان نه آن ایجاد تعداد زیاد پروژه برق‌آبی در حوضه رود کا (Ca river)، باعث تغییر زیاد جریان آب رود شده است در فصل سیل، آب به آهستگی زیاد فروکش می‌کند و در دوره سیل در مدت طولانی‌تر این اتفاق می‌افتد. در ماه دسامبر ۲۰۱۸، کمیته مردمی استان نه آن ۱۶ پروژه برق‌آبی طراحی شده را حذف کرد و یک پروژه را مورد بازنگری قرار داد.[۲۴]
- آبگیرهای برق‌آبی، زلزله‌های کوچک را به جنب و جوش درمی‌آورد. از ماه ژوئن ۲۰۱۷ تا آغاز اوت ۲۰۱۸، ۶۹ زمین‌لرزه با شدت ۲٫۵ تا ۳٫۹ ریشتر در استان کوانگ نام اتفاق افتاد. زلزله‌های متوالی در نزدیکی نیروگاه برق‌آبی سونگ تران ۲ (Song Tranh 2) باعث ترک خوردگی بسیاری از خانه‌ها و فعالیت‌های امور ساخت و ساز در منطقه باک ترا مای (Bac Tra My) شد و باعث نگرانی مردم محلی در مورد ایمنی آنها گردید. بیانیه منتشر شده توسط شورای ملی فعالیت‌های امور ساخت و ساز تأیید کرد که سد برق‌آبی سونگ تران ۲ از آزمایش‌های کنترل کیفیت سخت‌گیرانه‌ای عبور کرده است ولی این امر باعث فروکش کردن نگرانی مردم نشد. خسارت وارده به خانه‌ها و ساختمان‌های عمومی ۳٫۷ میلیارد دانگ برآورد شد. خسارت وارده به جاده استانی حدود ۲۰ میلیارد دانگ تخمین زده شد.[۲۵]

## انرژی باد
در روز ۳۱ مه ۲۰۱۹، ۷ نیروگاه بادی با ظرفیت نامی ۳۳۱ مگاوات در حال بهره‌برداری بود. در ماه ژوئیه ۲۰۲۲، به خاطر افزوده شدن ۸۴ نیروگاه بادی جدید، ظرفیت نامی دست‌کم به ۴٬۰۰۰ مگاوات افزایش یافت.
طرح جامع توسعه انرژی بازنگری شده پی‌دی‌پی ۷ (PDP 7) که در سال ۲۰۱۶ منتشر شد، مقرر داشت که هدف ویتنام دستیابی به مجموع ظرفیت نیروگاه‌های بادی ۸۰۰ مگاوات تا سال ۲۰۲۰، ۲٬۰۰۰ مگاوات تا سال ۲۰۲۵ و ۶٬۰۰۰ مگاوات تا سال ۲۰۳۰ است. در میانه سال ۲۰۱۹، تعداد پروژه‌های در حال ساخت مطابق با دستیابی به هدف سال ۲۰۲۰ بود و تعداد پروژه‌های در مرحله «تصویب»، دو برابر مقداری بود که برای دستیابی به هدف ۲۰۲۵ مورد نیاز بود.
نیروگاه بادی

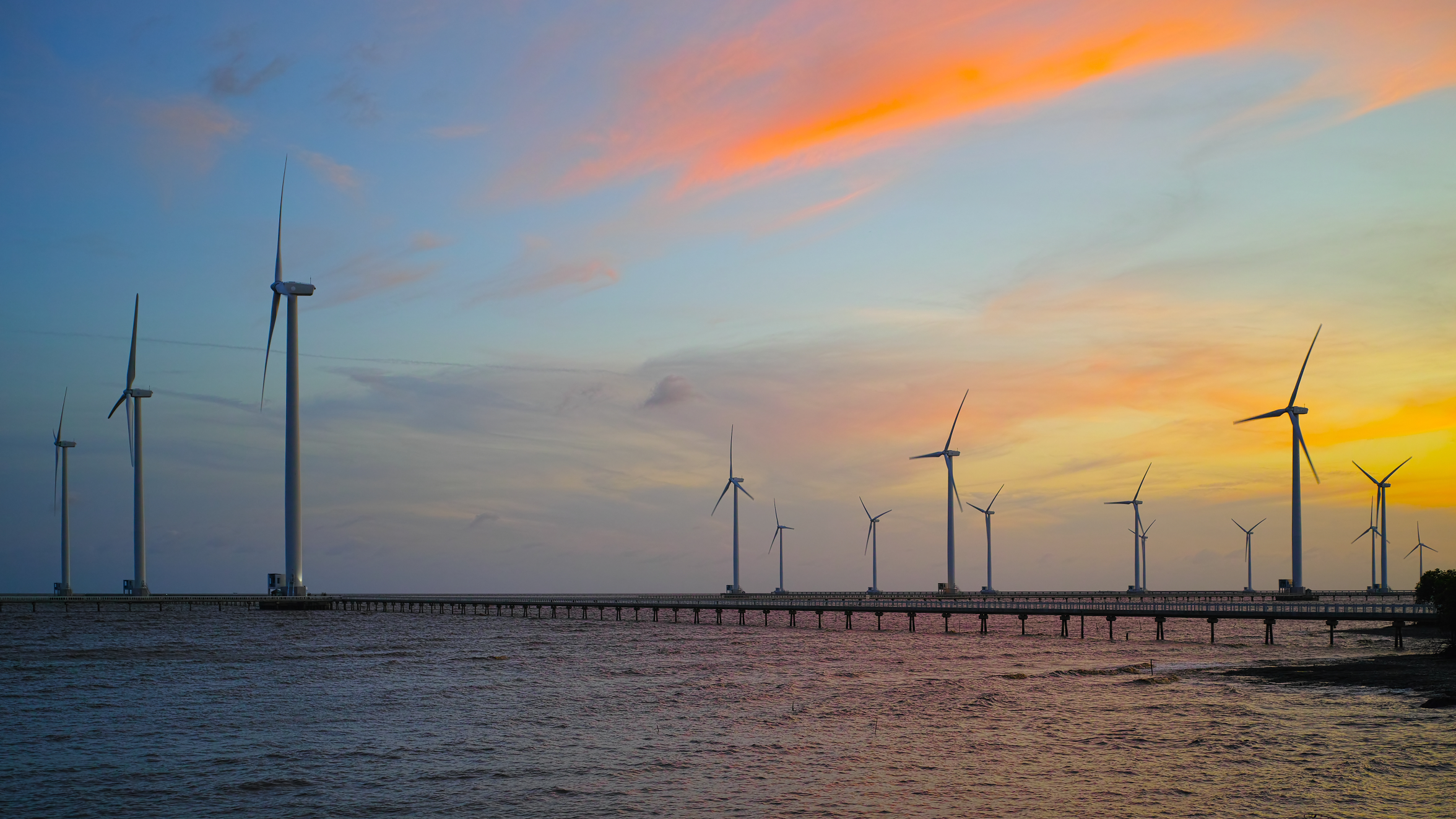
نیروگاه بادی باک لیئو

نیروگاه بادی باک لیئو، یک پروژه ۹۹ مگاواتی است که توانایی فنی و اقتصادی انرژی بادی در مقیاس بزرگ در ویتنام را نشان می‌دهد. این نیروگاه اولین پروژه در آسیا است که روی گِل‌پهنه (mudflats) میان کشندی واقع شده است. به عنوان اولین پروژه از این نوع، از مزیت خرید تضمینی ۹٫۸ سنت بر کیلووات‌ساعت و شرایط مالی خاص بانک صادرات-واردات ایالات متحده برخوردار شد. در ماه آوریل ۲۰۱۹، مجتمع انرژی تجدیدپذیر ترونگ نام افتتاح شد. این مجتمع که در استان نین توان ساخته شده است محل استقرار نیروگاه بادی (با سرمایه‌گذاری ۴٬۰۰۰ میلیارد دانگ) و یک نیروگاه فتوولتائیک خورشیدی (با ظرفیت ۲۰۴ مگاوات و مجموع سرمایه‌گذاری ۶٬۰۰۰ میلیارد دانگ) است. پروژه انرژی تانگ لانگ ویند (Thang Long Wind) توسعه در مقیاس بزرگ یک نیروگاه دریایی در نزدیکی ناحیه کِ گا (Kê Gà) در استان بین توان را در نظر دارد. در سال ۲۰۲۰ سه پروژه دای فونگ (به ظرفیت ۴۰ مگاوات) در بین توان، هئونگ لین ۱ (Huong Linh 1) (به ظرفیت ۳۰ مگاوات) در کوانگ تری و فاز ۲ مجتمع ترونگ نام (به ظرفیت ۶۴ مگاوات) در نین توان شروع به فعالیت کرد.
تا روز ۲۱ ژوئیه ۲۰۲۱، ۱۳ نیروگاه بادی با مجموع ظرفیت ۶۱۱٫۳۳ مگاوات وجود داشت که مجوز بهره‌برداری تجاری دریافت کرده‌اند.
نیروگاه بادی پهنه میان‌کشندی دونگ های-۱ به ظرفیت ۱۰۰ مگاوات در ترا وین در ماه ژانویه ۲۰۲۲ آغاز شد.
منابع باد

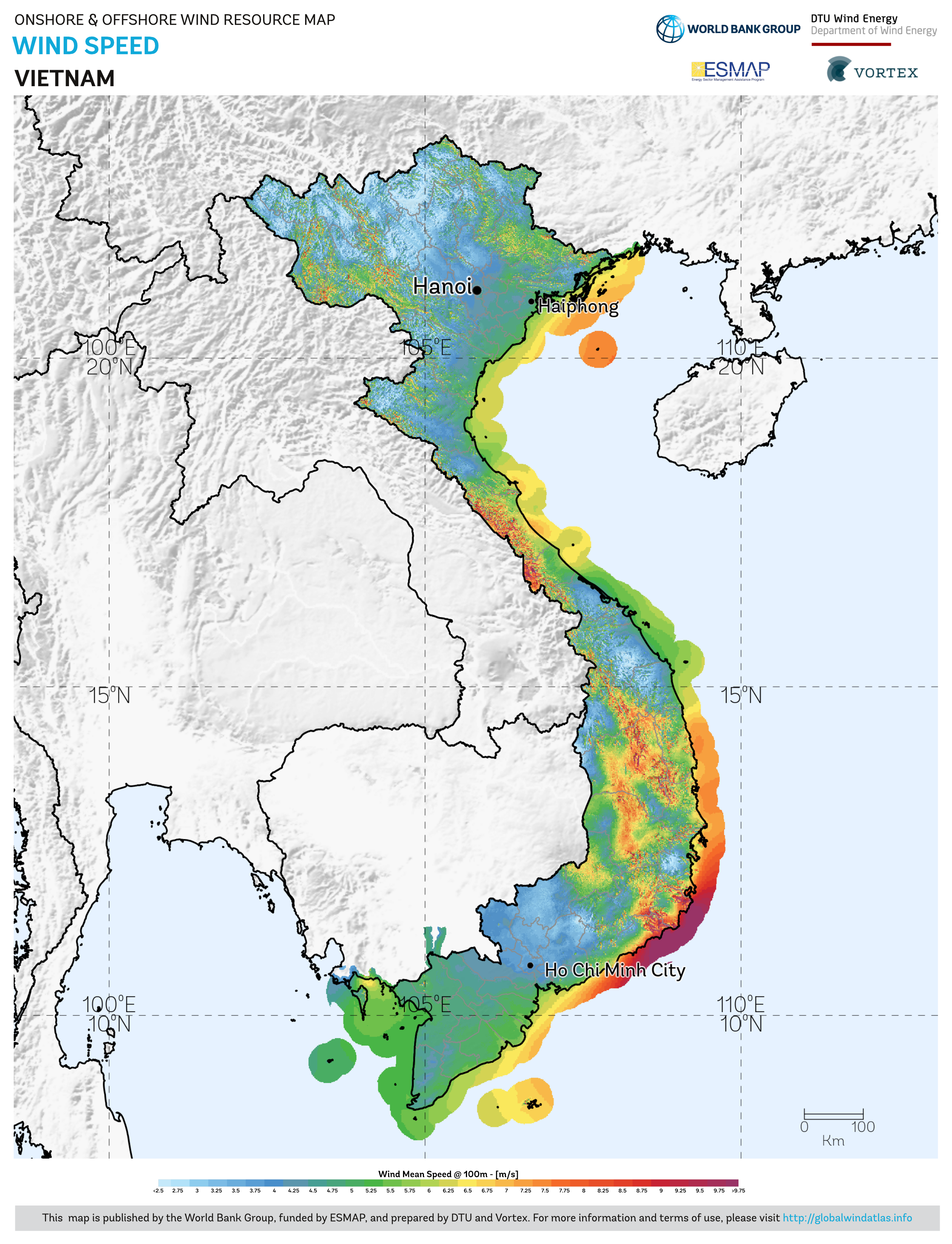
پتانسیل سرعت باد در ویتنام.

منابع باد ویتنام بیشتر در امتداد کناره ساحلی به طول بیش از ۳٬۰۰۰ کیلومتر و در تپه‌ها و ارتفاعات نواحی مرکزی و شمالی واقع شده است. مطالعه برنامه مساعدت مدیریت بخش انرژی (ESMAP) بانک جهانی (جدول ذیل را مشاهده کنید) برآورد کرد که بیش از ۳۹ درصد مساحت ویتنام دارای میانگین سرعت بادی بیش از ۶ متر در ثانیه در ارتفاع ۶۵ متری است که معادل ظرفیت کل ۵۱۲ گیگاوات است. تخمین زده شد که بیش از ۸ درصد از مساحت خشکی ویتنام دارای میانگین سرعت باد سالانه بیش از ۷ متر بر ثانیه است که معادل ظرفیت کل ۱۱۰ گیگاوات می‌باشد.
| میانگین سرعت باد       | کمتر < ۶ m/s | متوسط ۶–۷ m/s | نسبتاً بالا ۷–۸ m/s | بالا ۸–۹ m/s | خیلی بالا > ۹ m/s |
| ---------------------- | ------------ | ------------- | ------------------ | ------------ | ----------------- |
| مساحت (کیلومترمربع)    | ۱۹۷٬۲۴۲      | ۱۰۰٬۳۶۷       | ۲۵٬۶۷۹             | ۲٬۱۷۸        | ۱۱۱               |
| نسبت مساحت (%)         | ۶۰٫۶         | ۳۰٫۸          | ۷٫۹                | ۰٫۷          | >۰                |
| پتانسیل ظرفیت (مگاوات) | -            | ۴۰۱٬۴۴۴       | ۱۰۲٬۷۱۶            | ۸٬۷۴۸        | ۴۸۲               |

نیروگاه بادی دریایی
در ماه مه ۲۰۲۳، دولت ویتنام طرح توسعه انرژی ۸ (PDP8) را تصویب کرد که مشتمل بر نیروگاه بادی دریایی وارد مدار شده به ظرفیت ۶ گیگاوات تا سال ۲۰۳۰ بود. با این وجود به خاطر برخی موانع قانونی، تا ماه اوت ۲۰۲۴ هیچ نیروگاه بادی دریایی در دست ساخت نبود و در نتیجه، در این مرحله بعید به نظر می‌رسد که هدف ۶ گیگاوات محقق شود. اخیراً وزارت صنایع و تجارت یک برنامه پایلوت نیروگاه بادی دریایی توسعه یافته توسط دولت را پیشنهاد کرده است، هر چند این فقط در فاز طراحی است.

## انرژی خورشیدی
ظرفیت نامی
در پایان ماه ژوئیه ۲۰۲۱، مجموع ظرفیت نامی انرژی خورشیدی حدود ۱۹٬۴۰۰ MWp بود (که نزدیک به ۹٬۳۰۰ MWp آن مربوط به انرژی خورشیدی پشت‌بام است) این مقدار معادل حدود ۱۶٬۵۰۰ مگاوات است که حدود ۲۵ درصد از مجموع ظرفیت نامی تمام منابع سیستم انرژی کشور را به خود اختصاص داده است.
سیاست‌های خرید تضمینی برق سخاوتمندانه و حمایتی همچون معافیت مالیاتی، محرک‌های مستقیم کلیدی رونق انرژی خورشیدی فتوولتائیک در ویتنام بودند. محرک‌های اصلی شامل خواست دولت در جهت افزایش خودکفایی در بخش انرژی و مطالبه عمومی برای کیفیت محیطی محلی است. یک مانع کلیدی، محدودیت ظرفیت شبکه انتقال است.
منابع خورشید

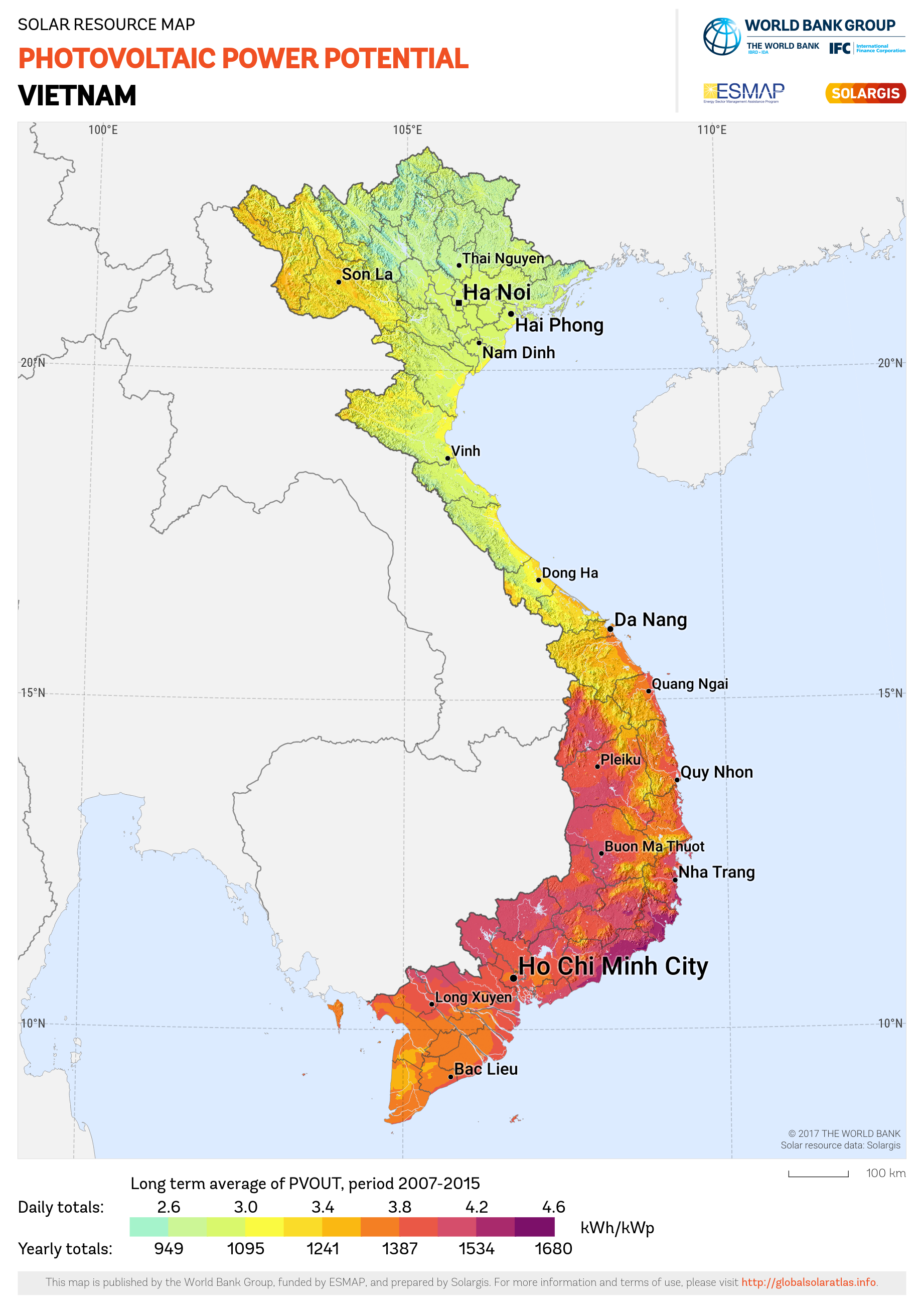
پتانسیل انرژی فتوولتائیک در ویتنام.

ویتنام پتانسیل بزرگی برای توسعه برق خورشیدی، به ویژه در نواحی مرکزی و به‌طور خاص مناطق جنوبی دارد.
متوسط مدت تابش آفتاب در شمال، در گستره ۱٬۵۰۰ تا ۱٬۷۰۰ ساعت تابش در سال است. در این اثنا، نواحی مرکزی و جنوبی دارای متوسط مدت تابش آفتاب سالانه بالاتری، یعنی از ۲٬۰۰۰ تا ۲٬۶۰۰ ساعت در سال هستند.
میانگین شدت تابش خورشیدی روزانه در شمال، ۳٫۶۹ کیلووات‌ساعت بر مترمربع و در جنوب ۵٫۹ کیلووات‌ساعت بر مترمربع است. میزان تابش خورشید به مقدار ابر و اتمسفر هر مکان بستگی دارد. از یک ناحیه تا ناحیه دیگر، اختلاف چشمگیری در تابش خورشید وجود دارد. اغلب شدت تابش در ناحیه جنوب بیشتر از ناحیه شمال است.
| ناحیه                       | متوسط مدت تابش آفتاب | شدت تابش خورشید (kWh/m2/day) |
| --------------------------- | -------------------- | ---------------------------- |
| شمال‌شرقی                    | ۱٬۶۰۰ – ۱٬۷۵۰        | ۳٫۳ – ۴٫۱                    |
| شمال‌غربی                    | ۱٬۷۵۰ – ۱٬۸۰۰        | ۴٫۱ – ۴٫۹                    |
| شمال مرکزی                  | ۱٬۷۰۰ – ۲٬۰۰۰        | ۴٫۶ – ۵٫۲                    |
| ارتفاعات مرکزی و جنوب مرکزی | ۲٬۰۰۰ – ۲٬۶۰۰        | ۴٫۹ – ۵٫۷                    |
| جنوبی                       | ۲٬۲۰۰ – ۲٬۵۰۰        | ۴٫۳ – ۴٫۹                    |
| میانگین کشوری               | ۱٬۷۰۰ – ۲٬۵۰۰        | ۴٫۶                          |

تاریخچه
بر اساس برنامه انرژی نخست‌وزیر در سال ۲۰۱۶، انتظار بر این بود که تولید انرژی خورشیدی در سال ۲۰۲۰ به ۸۵۰ مگاوات، در سال ۲۰۲۵ به حدود ۴٬۰۰۰ مگاوات و در سال ۲۰۳۰ به حدود ۱۲٬۰۰۰ مگاوات برسد.
در نیمه اول سال ۲۰۱۸، وزارت صنایع و تجارت ۲۷۲ نیروگاه خورشیدی در برنامه‌ریزی صورت گرفته با ظرفیت کل حدود ۱۷٬۵۰۰ مگاوات ثبت کرد که ۹ برابر ظرفیت نیروگاه برق‌آبی هوآ بین و ۷ برابر نیروگاه برق‌آبی سون لا بود. در پایان سال ۲۰۱۸، حدود ۱۰٬۰۰۰ مگاوات ثبت شده بود که ۸٬۱۰۰ مگاوات از آن به تازگی به برنامه افزوده شده بود، بیش از ۱۰۰ پروژه توافق‌نامه خرید برق به امضاء رسید و دو پروژه با ظرفیت کل حدود ۸۶ مگاوات به بهره‌برداری رسید.
در پایان روز ۳۰ ژوئن ۲۰۱۹، ۸۲ نیروگاه خورشیدی با ظرفیت کل حدود ۴٬۴۶۴ مگاوات توسط مرکز ملی تنظیم مقررات برق تصویب و سفارش داده شد. این پروژه‌ها، بر طبق تصویب‌نامه 11/2017/QD-TTg نخست‌وزیر، مستحق خرید برق با قیمتی معادل ۹٫۳۵ US¢/kWh برای یک دوره بیست ساله بودند. در آن زمان، انرژی خورشیدی ۸٫۲۸ درصد از ظرفیت نامی سیستم برق ویتنام را دربرداشت. در سال ۲۰۱۹، انتظار بر این بود تا ۱۳ نیروگاه خورشیدی با ظرفیت کل ۶۳۰ مگاوات به بهره‌برداری برسد و تعداد کل نیروگاه‌های خورشیدی به ۹۵ نیروگاه بالغ شود. ظرفیت نامی واقعی در پایان سال ۲۰۱۹ به حدود ۵ گیگاوات رسید.
نیروگاه خورشیدی
چند پروژه مرتبط با انرژی خورشیدی در ویتنام ساخته شده است:
- در ماه اکتبر ۲۰۲۰، بزرگ‌ترین پروژه انرژی خورشیدی ترونگ نام توان نام در کشور و منطقه جنوب شرق آسیا با ظرفیت ۴۵۰ مگاوات و اولین سیستم انتقال و پست برق با سرمایه‌گذاری شرکت خصوصی بعد از ۱۰۲ روز که شبانه روز در حال اجرا بود، افتتاح شد.[۴۶]
- در ماه سپتامبر ۲۰۱۹، خوشه نیروگاه خورشیدی تائو تیِنگ (Dau Tieng) به ظرفیت ۴۲۰ مگاوات و تأمین حدود ۶۸۸ میلیون کیلووات‌ساعت در سال، بعد از ۱۰ ماه کار ساخت به شبکه برق متصل شد.[۴۷]
- در ماه آوریل ۲۰۱۹، ۳ خوشه نیروگاه خورشید متعلق به بی‌آی‌ام گروپ (BIM Group) (با ظرفیت ۳۳۰ MWP) در نین توان به سیستم شبکه برق پیوستند که شامل نیروگاه خورشیدی بی‌آی‌ام-۱ (BIM-1) به ظرفیت ۳۰ MWP، بی‌آی‌ام-۲ (BIM-2) به ظرفیت ۲۵۰ MWP و بی‌آی‌ام-۳ (BIM-2) به ظرفیت ۵۰ MWP بود. در خوشه سوم نیروگاه خورشیدی ۷٬۰۰۰ میلیارد دانگ سرمایه‌گذاری شده بود که طی آن یک میلیون پنل خورشیدی نصب شده بود.[۴۸]
- در روز ۴ نوامبر ۲۰۱۸، نیروگاه خورشیدی تی‌تی‌سی کرونگ پا با ظرفیت ۴۹ مگاوات (۶۹ MWp) بعد از ۹ ماه فعالیت امور ساخت و سرمایه‌گذاری بیش از ۱٬۴۰۰ میلیارد دانگ که در استان گیا لای انجام گرفت به‌طور موفق راه اندازی گردید.[۴۹]

## انرژی زیست‌توده
ویتنام به عنوان کشوری مبتنی بر کشاورزی، پتانسیل بزرگی در امر انرژی زیست‌توده دارد. گونه‌های اصلی زیست‌توده: سوخت چوبی، زائدات کشاورزی (بقایای محصول)، فضولات دام، پسماند جامد شهری و سایر پسماند زیست‌تجزیه‌پذیر هستند. منبع انرژی زیست‌توده را می‌توان با سوزاندن مستقیم یا شکل‌دهی زیست‌سوخت مورد استفاده قرار داد.
از وقتی که نخست‌وزیر، تصویب‌نامه 24/2014/QD-TTg مرتبط با سازوکارهای حمایت از توسعه پروژه‌های انرژی زیست‌توده در ویتنام را صادر کرد، بسیاری از محصولات جانبی کشاورزی به منبع مهمی از مواد اولیه تبدیل شده و جهت ایجاد منبع بزرگ انرژی مورد استفاده مجدد قرار می‌گیرند. همانند صنعت نیشکر پتانسیل انرژی زیست‌توده از باگاس بسیار زیاد است. اگر از باگاس به عنوان منبعی کامل و تأثیر گذار استفاده شده و مورد بهره‌برداری قرار گیرد برق قابل توجهی را تأمین خواهد کرد، بنابراین کمکی در جهت تضمین امنیت ملی انرژی است.
در ماه نوامبر ۲۰۱۸، ۳۸ کارخانه قند در ویتنام با مجموع ظرفیتی در حدود ۳۵۲ مگاوات از زیست‌توده برای تولید برق و گرما بهره می‌بردند. در میان آنها، تنها ۴ نیروگاه در شبکه با مجموع ظرفیت ۸۲٫۵۱ مگاوات (۲۲٫۴ درصد) وجود داشت که ۱۵ درصد از برق تولید شده از زیست‌توده را با قیمتی معادل ۵٫۸ US¢/kWh به شبکه می‌فروخت.
تا پایان سال ۲۰۱۸، ۱۰ نیروگاه زیست‌توده دیگر با مجموع ظرفیت ۲۱۲ مگاوات به بهره‌برداری رسید.

## انرژی پسماند جامد (تولید انرژی از پسماند)
به‌طور میانگین روزانه نزدیک به ۳۵ هزار تن پسماند جامد خانگی شهری و ۳۴ هزار تن پسماند جامد خانگی روستایی رها می‌شود. در شهرهای بزرگ همچون هانوی و هوشی‌مین، روزانه ۷٬۰۰۰ تا ۸٬۰۰۰ تن پسماند وجود دارد. مقداری پسماند به دلیل عدم استفاده کامل برای تولید انرژی به هدر می‌رود.
در اوایل سال ۲۰۱۹، ویتنام دارای ۹٫۰۳ مگاوات برق از طریق انرژی از پسماند (WtE) بود. نیروگاه گو کَت (Go Cat) دارای ظرفیت ۲٫۴۳ مگاوات، نیروگاه تصفیه‌خانه پسماند جامد تولید انرژی کن تو (Can Tho) دارای ظرفیت ۶ مگاوات، و تصفیه خانه پسماندهای صنعتی تولید برق در منطقه دفع پسماند نام سون (Nam Son) دارای ظرفیت ۰٫۶ مگاوات است.
در روز ۱۸ فوریه ۲۰۱۹، پروژه نیروگاه تبدیل پسماند به انرژی هائو گیانگ(استان هائو گیانگ) دارای ظرفیت ۱۲ مگاوات خواهد بود که فاز ۱ (به ظرفیت ۶ مگاوات) در سال ۲۰۱۹ به بهره‌برداری خواهد رسید و فاز ۲ (به ظرفیت ۶ مگاوات) در سال ۲۰۲۴ اجرا خواهد شد. این نیروگاه با ولتاژ ۲۲ کیلو ولت به شبکه سراسری برق متصل می‌شود. پروژه نیروگاه تبدیل پسماند به انرژی فو تو (استان فو تو) دارای ظرفیت ۱۸ مگاوات خواهد بود که فاز ۱ (به ظرفیت ۹ مگاوات) در سال ۲۰۲۰ به بهره‌برداری می‌رسد و فاز ۲ (۹ مگاوات) سفارش داده شده در سال ۲۰۲۶ راه‌اندازی خواهد شد. این نیروگاه با ولتاژ ۱۱۰ کیلوولت به شبکه سراسری برق متصل می‌شود.
بر اساس تصمیم 2068/QD-TTg در مورد تصویب استراتژی توسعه انرژی تجدیدپذیر ویتنام تا سال ۲۰۳۰ با چشم‌انداز سال ۲۰۵۰:
- پیش‌بینی می‌شود میزان پسماند جامد شهری در جهت اهداف انرژی تا سال ۲۰۲۰ تا ۳۰ درصد و تا سال ۲۰۳۰ تقریباً ۷۰ درصد افزایش یابد. بیشتر پسماند جامد شهری در سال ۲۰۵۰ برای تولید انرژی مورد استفاده قرار خواهد گرفت.

## انرژی زمین‌گرمایی
در ویتنام بیش از ۲۵۰ مکان آب گرم وجود دارد که از لحاظ موقعیت در سراسر کشور پخش شده‌اند که از جمله آنها، ۴۳ تفتگاه (با دمای بیش از ۶۱ درجه) می‌باشد و بالاترین مکان برون‌رفت با گرمای ۱۰۰ درجه در منطقه لی توی (Le Thuy) در استان کوانگ‌بن است. از مجموع ۱۶۴ منبع انرژی زمین‌گرمایی در مناطق میانی شمالی و کوهستان‌های ویتنام، ۱۸ منبع با درجه حرارت پوسته بیش از ۵۳ درجه، امکان بهره‌برداری جهت تولید برق را می‌دهد. پتانسیل انرژی زمین‌گرمایی در کل قلمرو ویتنام، ۳۰۰ مگاوات تخمین زده می‌شود.

## انرژی کشندی
در ویتنام، پتانسیل انرژی کشندی خیلی زیاد نیست و فقط در نواحی ساحلی دلتای مکونگ به ظرفیت ۴ گیگاوات می‌رسد. هر چند نواحی دارای پتانسیل زیاد از این نوع انرژی که هنوز مورد مطالعه و بررسی قرار نگرفته است، آبهای سواحل استان کوانگ نین-هایفونگ، به خصوص خلیج‌ها لونگ و بای تو لونگ (Bai Tu Long) که دامنه کشندی بیشتر از ۴ متر است، و بسیاری از جزایر که آب‌بندهایی برای مخازن آب در سواحل دریاچه و خور قرار داده‌اند هستند.
گزارش دیگری با عنوان «انرژی تجدیدپذیر در دریا و جهت‌گیری توسعه در ویتنام» میزان تخمین پتانسیل انرژی کشندی را: متمرکز بر بخش شمالی خلیج تونکین و پای‌رود ساحلی جنوب‌شرقی، بیشتر اعلام کرد. محاسبات تئوری مبتنی بر پتانسیل نشان داد که تولید انرژی کشندی می‌تواند به ۱۰ گیگاوات برسد.

## سیاست‌های حمایتی از انرژی تجدیدپذیر
جهت تشویق توسعه انرژی تجدیدپذیر، دولت برای خرید برق از پروژه‌های انرژی تجدیدپذیر قیمتی را (سیاست خرید تضمینی برق- قیمت خرید تضمینی) تعیین کرده است. در جدول ذیل خلاصه‌ای از ساز و کارهای حمایتی حال حاضر برای انواع انرژی تجدیدپذیر آورده شده است:
| نوع انرژی تجدیدپذیر | فناوری                               | نوع قیمت                                                  | قیمت برق |
| ------------------- | ------------------------------------ | --------------------------------------------------------- | --- |
| برق‌آبی کوچک         | تولید برق                            | هزینه پرهیز شده (Avoided) سالانه منتشر می‌شود.             | ۵۹۸–۶۶۳دانگ بر کیلووات‌ساعت (بر حسب زمان، ناحیه، فصل) ۳۰۲–۳۲۰ دانگ بر کیلووات‌ساعت/ (مازاد برق در قیاس با قرارداد) ۲۱۵۸/دانگ بر کیلووات (قیمت ظرفیت) |
| انرژی باد           | تولید برق                            | قیمت خرید تضمینی برای ۲۰ سال                              | ۸٫۵ US¢/kWh (خشکی) و ۹٫۸ US¢/kWh (دریایی) |
| انرژی خورشیدی       | تولید برق                            | قیمت خرید تضمینی برای ۲۰ سال                              | ۷٫۶۹ US¢/kWh (floating) 7.09 US¢/kWh (ground) 8.38 US¢/kWh (پشت‌بام)                                                                                |
| انرژی زیست‌توده      | همزایش تولید برق                     | هزینه پرهیز شده (Avoided) سالانه منتشر می‌شود.             | ۵٫۸ US¢/kWh (برای همزایش) ۷٫۵۵۵۱ US¢/kWh (شمال) ۷٫۳۴۵۸ US¢/kWh (مرکز) ۷٫۴۸۴۶ US¢/kWh (جنوب)                                                        |
| پسماند به انرژی     | سوزاندن مستقیم سوزاندن گازهای خاک‌چال | قیمت خرید تضمینی برای ۲۰ سال قیمت خرید تضمینی برای ۲۰ سال | ۱۰٫۵ US¢/kWh 7.28 US¢/kWh |